# پردیل (کالیفرنیا)
پردیل (به انگلیسی: Mooney Flat) یک منطقه ثبت‌نشده در شهرستان نوادا، ایالت کالیفرنیا است. این منطقه در ارتفاع ۸۳۰ متری (۲۷۱۰ فیت) از سطح در واقع شده. اداره پست این منطقه از سال ۱۹۱۶ تا ۱۹۲۷ (میلادی) فعال بود.